# Ліве передсердя
Ліве передсердя (лат. atrium sinistrum) — камера серця кубічної форми. Має зліва виріст — ліве вушко. Внутрішня поверхня гладка за винятком стінок вушка, де є валики гребінчатих м'язів. На задній стінці розташоване устя легеневих вен (по дві обабіч).
На міжпередсердній перегородці зі сторони правого передсердя видно овальну ямку, але вона виражена не так чітко ніж в правому передсерді. Ліве вушко вужче й більш подовгувате за праве, відгороджене від передсердя добре вираженим перехватом.